# Hubbard Lake
Hubbard Lake is een plaats (census-designated place) in de Amerikaanse staat Michigan, en valt bestuurlijk gezien onder Alcona County.

## Demografie
Bij de volkstelling in 2000 werd het aantal inwoners vastgesteld op 993.

## Geografie
Volgens het United States Census Bureau beslaat de plaats een oppervlakte van
58,3 km², waarvan 22,9 km² land en 35,4 km² water. Hubbard Lake ligt op ongeveer 222 m boven zeeniveau.

## Plaatsen in de nabije omgeving
De onderstaande figuur toont nabijgelegen plaatsen in een straal van 32 km rond Hubbard Lake.